# Senatsverwaltung für Finanzen
Die Berliner Senatsverwaltung für Finanzen (kurz: SenFin) ist eine von zehn Fachverwaltungen des Berliner Senats im Range eines Landesministeriums und als solche Teil der Landesregierung sowie zuständige oberste Landesbehörde für die Finanzpolitik und Haushaltsplanung im deutschen Bundesland Berlin.

## Geschichte
Ab 1945 war für Finanzen der Stadtrat für Finanzen und Steuern zuständig, zwischenzeitlich Stadtrat für Finanzen genannt. Seit 1951 ist für Finanzen die bis heute bestehende Senatsverwaltung für Finanzen zuständig.
Derzeitiger Senator ist seit dem 27. April 2023 Stefan Evers (CDU). Er wird von den beiden Staatssekretären Tanja Mildenberger und Wolfgang Schyrocki unterstützt.

## Aufgaben und Organisation

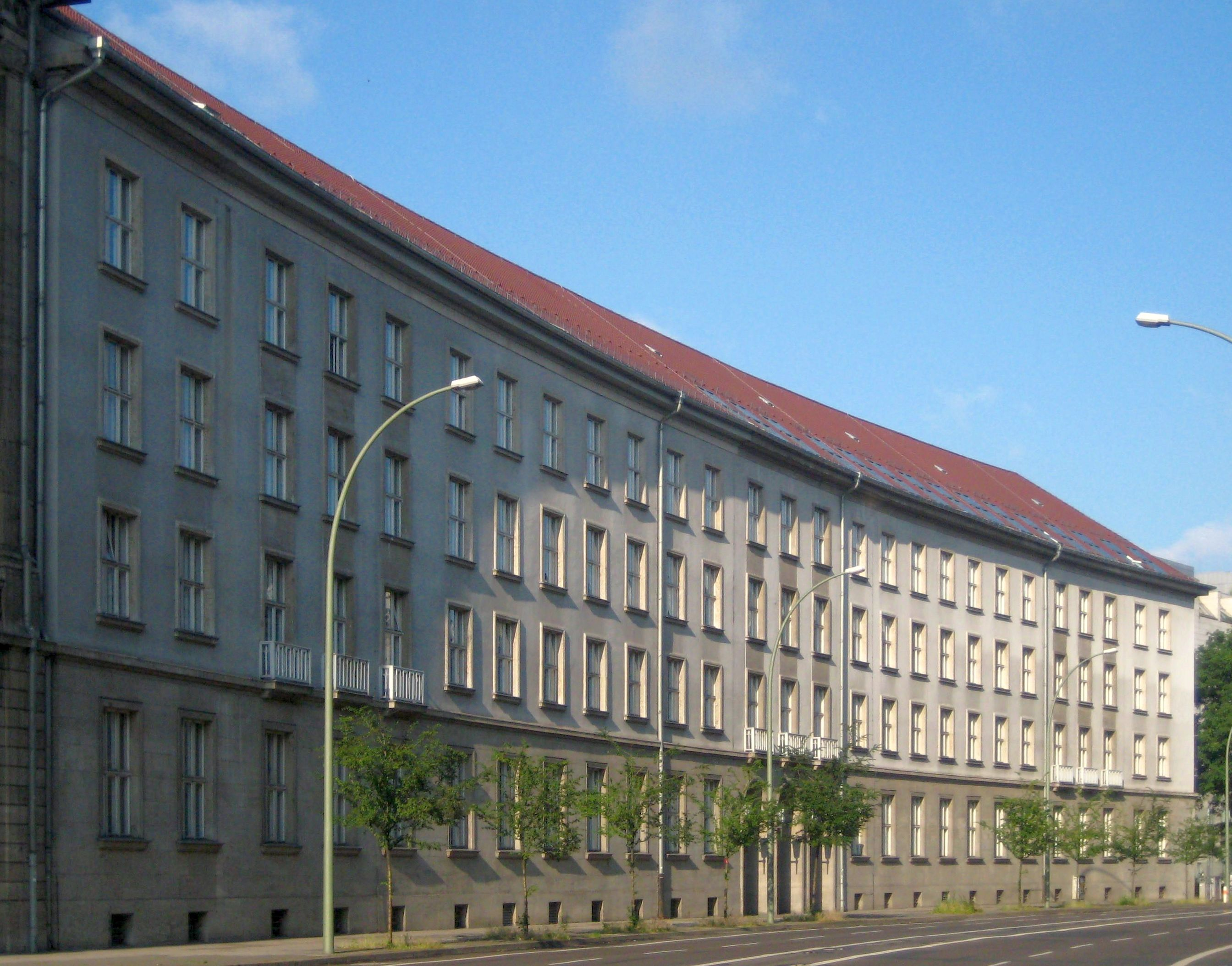
Sitz der Senatsverwaltung für Finanzen in der Klosterstraße

Die Senatsverwaltung für Finanzen beschäftigt rund 580 Mitarbeiter und ist neben einem gesonderten Leitungsbereich in fünf Abteilungen gegliedert.

### Leitungsbereich
Zum Leitungsbereich der Senatsverwaltung für Finanzen gehört der Leitungsstab mit der Presse- und Öffentlichkeitsarbeit, den Gremienangelegenheiten, den Büros des Senators und der Staatssekretäre sowie die Stabsstelle Finanzreferent und Europaangelegenheiten.

### Abteilung ZS: Zentraler Service
Referate:
- Abteilungsleitung
- ZS A – Erbschaften, Selbstversicherung und Regress
- ZS B – Zentrale Dienstleistungen, E-Government und Kommunikation, Standortbezogener Dienstbetrieb, Landesausgleichsamt (LAA)
- ZS C – Personaldienstleistungen, Personalleitstelle, Personalhaushalt und Personalwirtschaft
- ZS D – Entwicklungs- und Finanzdienstleistungen, audit berufundfamilie, Organisations- und Personalentwicklung, Gesundheitsmanagement, Arbeitsschutz, Fortbildung, grundsätzliche Angelegenheiten des Beschäftigtenvertretung, Sachhaushalt, Ressort-Controlling und Berichtswesen

### Abteilung I für Vermögen und Beteiligungen
Die Abteilung I für Vermögen betreibt das Beteiligungsmanagement und -controlling für die Unternehmen des Landes Berlin sowie die Vermögensaktivierung.
Referate:
- I A – Grundsatzangelegenheiten der Beteiligungspolitik; Energie-Konzessionsangelegenheiten, Zielbilder; BgA und Grundsatzangelegenheiten der Besteuerung des Landes Berlin
- I B – Beteiligungsmanagement 1 (Banken, Versicherungen, Immobiliendienstleistungsgesellschaften und Wohnungsbauunternehmen)
- I C – Beteiligungsmanagement 2 (Gesundheit und Soziales, Industrie, Ver- und Entsorgungswirtschaft, Verkehr und Dienstleistungen, Kultur und Wissenschaft)
- I D – Liegenschaftspolitik und Immobilienmanagement
- I E – Standortförderung, Finanzierungshilfen, Bürgschaften und Beteiligungen Berlins an den Anstalten des öffentlichen Rechts
- I F – Kreditmanagement
- I G – Offene Vermögensfragen, Wiedervereinigungsrecht

### Abteilung II für Finanzpolitik und Haushalt
Die Abteilung II fungiert als Haushaltsabteilung und ist mit der Aufstellung und der Ausführung des Landeshaushaltes einschließlich Stellen- und Personalwirtschaft befasst. Sie plant somit die Finanzpolitik des Senates.
Referate:
- II A – Grundsatzangelegenheiten der Finanzpolitik, Finanzstrategien und Bund-Länder-Finanzbeziehungen
- II B – Aufstellung und Ausführung des Haushaltsplans, Grundsatzangelegenheiten des Öffentlichen Rechnungswesens des Landes Berlin, Haushalts-, Gebühren- und Beitragsrecht, Aufsicht über die Landeshauptkasse sowie Angelegenheiten des Einzelplans 29
- II C – Angelegenheiten des Einzelplans 10 sowie des Einzelplans 11 sowie der entsprechenden Bezirkshaushaltspläne und Entgeltstelle Soziale Dienstleistungen
- II D – Angelegenheiten der Bezirke sowie des Einzelplans 11 sowie der entsprechenden Bezirkshaushaltspläne
- II E – Angelegenheiten der Einzelpläne 01,02, 05, 06, 15, 20,21, 25 und 29 sowie der entsprechenden Bezirkshaushaltspläne
- II F – Angelegenheiten der Einzelpläne 07,12 und 13 sowie der entsprechenden Bezirkshaushaltspläne
- II G – Angelegenheiten der Einzelplane 03, 08 und 09 sowie der entsprechenden Bezirkshaushaltspläne
- II HKR – Projekt Haushalts-, Kassen- und Rechnungswesen Land Berlin
- II LFU – Projekt „Landesweites Forderungsmanagement zum Unterhaltsvorschussgesetz“
- II LGH – Leitstelle Geschlechtergerechte Haushaltssteuerung
- II LIP – Leitstelle Investitionsplanung

### Abteilung III für Angelegenheiten der Steuerverwaltung
Die Senatsverwaltung für Finanzen leitet mit ihrer Abteilung III als oberste Landesfinanzbehörde die Berliner Steuerverwaltung. Die Abteilung umfasst sieben Referate.
Referate:
- III A – Grundsatzfragen, Steuerpolitik, internationales Steuerrecht
- III B – Einkommensteuer, Umwandlungssteuerrecht, Lohnsteuer, Arbeitnehmerbesteuerungsverfahren, Wohnungsbauprämie, Vermögensbildung der Arbeitnehmer, Zinsinformationsverordnung, Investmentsteuergesetz, Forschungszulagengesetz
- III C – Umsatzsteuer, Zölle, Verbrauchsteuern
- III D – Grundsteuer, Erbschafts- und Schenkungssteuer, Bewertung, Gemeindesteuern, Spielbankabgabe, besondere Verkehrssteuern
- III E – Abgabenordnung, Finanzgerichtsordnung, Erhebung, Vollstreckung, Kirchensteuer
- III F – Außenprüfungsdienste, Steuerfahndung, Steuerstrafrecht, Steuerberatungsrecht
- III G – Controlling in der Berliner Steuerverwaltung, Stellenwirtschaft für die Berliner Finanzämter
- III H – Organisation und Automation in der Berliner Steuerverwaltung
- III K – Laufbahnordnungsbehörde für die Steuerverwaltung, Personalmanagement, Finanzschule für die Berliner Finanzämter
- III M – Unternehmensbesteuerung, Körperschaftsteuer, Gewerbesteuer und Gemeinnützigkeit
- III R – Interne Revision und Beschwerdemanagement

### Abteilung IV für Landespersonal
Die Abteilung IV für Landespersonal bündelt die Zuständigkeiten für die in der Senatsverwaltung angesiedelten landesweiten Themen der Personalpolitik.
Referate:
- IV A – Grundsatzangelegenheiten Personal, Personalpolitik
- IV B – Tarifrecht und Recht der Arbeitnehmer, Zusatzversorgung und Lohnsteuer- und Sozialversicherungsrecht
- IV C – Demografiemanagement und Personalentwicklung
- IV D – Öffentliches Dienstrecht
- IV E – Landesweites Personalmarketing und -recruiting
- LSt – Leitstelle Diversity
- PStat – Statistikstelle Personal

## Nachgeordnete Behörden
Folgende Behörden sind der Senatsverwaltung für Finanzen nachgeordnet:
- Landesfinanzservice (Landeshauptkasse und Zentrale Verfahrensbetreuung HKR)
- Finanzämter in Berlin
- Landesverwaltungsamt Berlin

Unter der Aufsicht der Senatsverwaltung für Finanzen stehen:
- Verwaltungsakademie Berlin (VAK)
- Staatliche Münze Berlin
- Landesbetriebes für Gebäudebewirtschaftung Berlin

## AG Ressourcensteuerung
Die Senatsverwaltung für Finanzen leitet die AG Ressourcensteuerung, die auf die AG Wachsende Stadt gefolgt ist. In diesem Gremium wird über die Anzahl zusätzlicher Stellen und die Personalpolitik für die Berliner Bezirke diskutiert.

### Mitglieder
Zur AG Ressourcensteuerung gehören fünf Mitglieder:
- Bezirk Tempelhof-Schöneberg
- Bezirk Marzahn-Hellersdorf
- Bezirk Mitte
- Bezirk Reinickendorf
- Bezirk Spandau[6]

### Berichterstattung
Die Berichterstattung erfolgt regelmäßig über die Publikationen der Senatsverwaltung für Finanzen.